# Weissia sprengelii
Weissia sprengelii là một loài rêu trong họ Pottiaceae. Loài này được (Schwägr.) Arn. mô tả khoa học đầu tiên năm 1827.